# 庭師サッちゃん
『庭師サッちゃん』（にわしサッちゃん）はNHKの「ドラマ新銀河」で1998年2月24日から3月19日まで放送されたテレビドラマ。本作品がドラマ新銀河の最後の作品となった。

## キャスト
叶幸子
演 - 高橋由美子
叶福助
演 - 高橋一生
源右衛門
演 - 夏八木勲

## スタッフ
- 作 - 山永明子[1]
- 音楽 - 丸山和範[1]
- 制作統括 - 竹内豊[1]
- 演出 - 榎戸崇泰[1]、岡田健[1]
- 美術 - 荒井敬[1]
- 技術 - 小岩靖司[1]、相沢貞介[1]
- 音響効果 - 菅野秀典[1]、大西斎[1]
- 制作 - NHK名古屋

## 主題歌
- カクスコ「サリー・ガーデンズ」